# Schloss Schütting

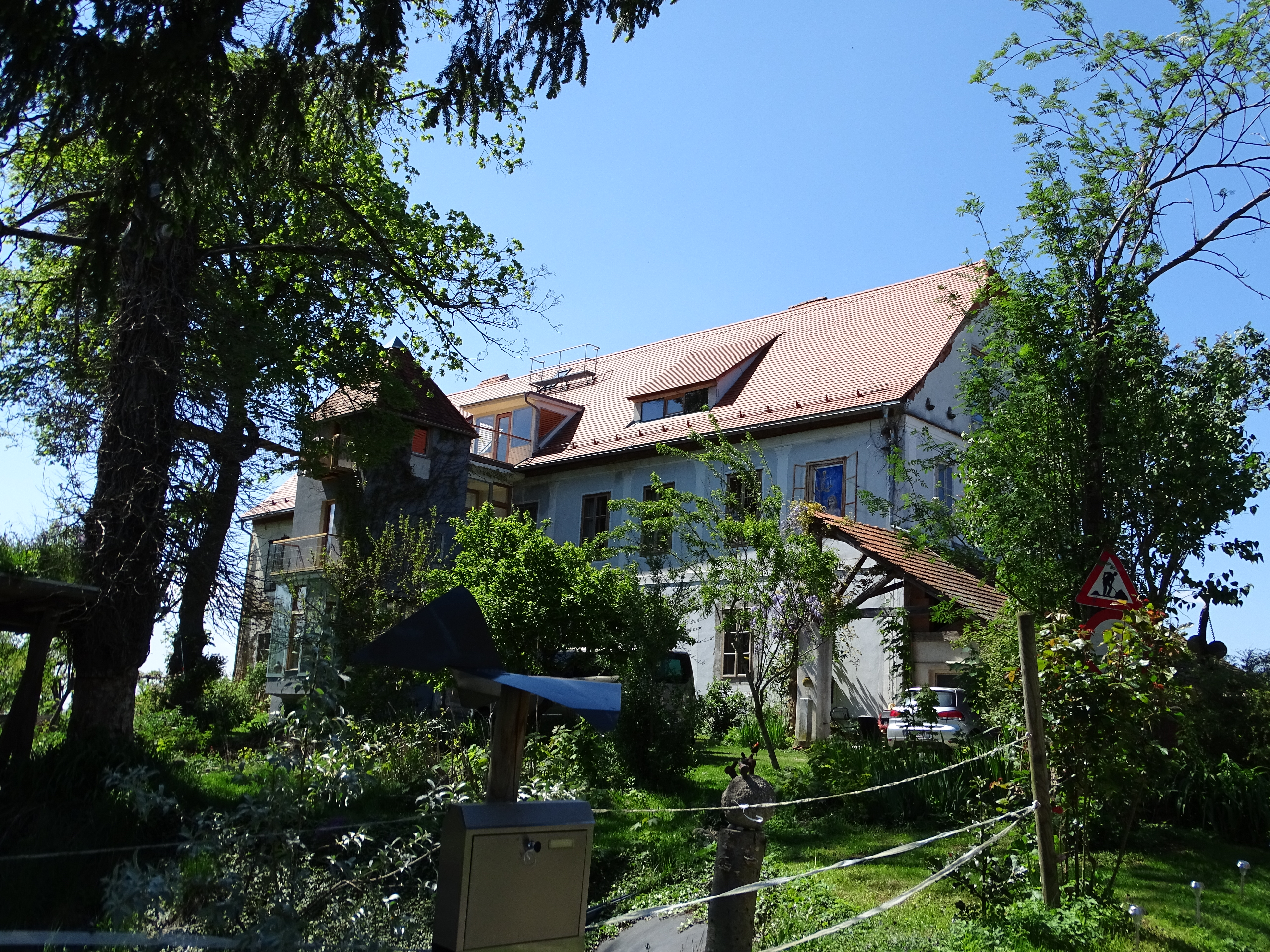
Das Schloss Schütting im Mai 2019

Das Schloss Schütting ist ein in Hitzendorf in der Steiermark erbautes Schloss. Die Geschichte des Anwesens geht bis in das 12. Jahrhundert zurück. Das eigentliche Schloss wurde in den Jahren von 1730 bis 1773 errichtet. Das Gebäude, das sich heute auf dem ehemaligen Anwesen befindet, hat nichts mehr mit dem ursprünglichen Schloss zu tun.

## Lage
Das Schloss Schütting befindet sich im Ortsgebiet der zu Hitzendorf gehörenden Katastralgemeinde Neureiteregg.

## Gestaltung
Das ursprüngliche Schloss hatte einen doppelten Laubengang. Dieser war nach Westen ausgerichtet. Weiter existierten eine Vielzahl an wertvoll eingerichteten Räumen.

## Geschichte
Auf dem Anwesen des Schlosses stand ursprünglich ein „Pletischach“ genannter Wehrhof, der wahrscheinlich seit dem 12. Jahrhundert existierte. Er befand sich im Besitz der Stubenberger. Seit dem 14. Jahrhundert sind die Schüttinger nachweisbar, von deren Namen das Schloss seinen Namen ableitet. Im Jahr 1361 schenkten die Schüttinger das Anwesen dem Grazer Kloster der Dominikanerinnen. Der Orden nutzte das Gebäude hauptsächlich als Winzerhaus für den auf dem Anwesen angebauten Wein.
1730 ging das Gut in den Besitz des Ferdinandeums in Graz über. Bis 1773 wurde das Gut zu einem kleinen Schloss ausgebaut. Wahrscheinlich diente es als Erholungsgebäude für die Lehrer des Ferdinandeums. Anton Schellenbauer kaufte das Schloss im Jahr 1786 und verwaltete es zusammen mit dem 1790 erworbenen Schloss Altenberg. 1876 ging das Anwesen an den Reichsfreiherren von Haan. Im Jahr 1900 wurde das gesamte Schloss umgebaut und diente wieder als Winzerhaus.

## Legende
Es gibt die Legende, dass das Schloss Schütting mit dem Schloss Reiteregg über einen unterirdischen Gang verbunden ist. Bis heute wurde kein Beweis für so einen Gang gefunden.